# 2011-es angol labdarúgókupa-döntő
A 2011-es angol labdarúgókupa-döntő a 130. döntő a világ legrégebbi labdarúgó-versenyének, az FA-kupának a történetében. A mérkőzést a Wembley Stadionban Londonban rendezték 2011. május 14-én. A két részvevő a Manchester City és a Stoke City.

## Út a döntőbe
| MANCHESTER CITY   | MANCHESTER CITY | MANCHESTER CITY | Forduló      | STOKE CITY              | STOKE CITY | STOKE CITY  |
| ----------------- | --------------- | --------------- | ------------ | ----------------------- | ---------- | ----------- |
|                   |                 |                 |              |                         |            |             |
| Ellenfél          | Eredmény        | Újrajátszás     |              | Ellenfél                | Eredmény   | Újrajátszás |
| Leicester City    | 2–2             | 4–2             | Harmadik kör | Cardiff City            | 1–1        | 2–0         |
| Notts County      | 1–1             | 5–0             | Negyedik kör | Wolverhampton Wanderers | 1–0        |             |
| Aston Villa       | 3–0             |                 | Ötödik kör   | Brighton & Hove Albion  | 3–0        |             |
| Reading           | 1–0             |                 | Hatodik kör  | West Ham United         | 2–1        |             |
| Manchester United | 1–0             |                 | Elődöntő     | Bolton Wanderers        | 5–0        |             |

## A mérkőzés
| 2011. május 14. 16:00 |

| Manchester City | 1–0               | Stoke City |
| --------------- | ----------------- | ---------- |
| Y. Touré 74'    | (0–0) Jegyzőkönyv |            |

| Wembley Stadion, London Nézőszám: 88 643 Játékvezető: Martin Atkinson |

| Manchester City | Stoke City |

|                 |    |                    |  |     |
|                 |    |                    |  |     |
| GK              | 25 | Joe Hart           |  |     |
| RB              | 2  | Micah Richards     |  |     |
| CB              | 4  | Vincent Kompany    |  |     |
| CB              | 19 | Joleon Lescott     |  |     |
| LB              | 13 | Aleksandar Kolarov |  |     |
| DM              | 34 | Nigel de Jong      |  |     |
| DM              | 18 | Gareth Barry       |  | 73' |
| AM              | 42 | Yaya Touré         |  |     |
| RW              | 21 | David Silva        |  | 90' |
| LW              | 45 | Mario Balotelli    |  |     |
| CF              | 32 | Carlos Tévez (csk) |  | 88' |
| Cserék:         |    |                    |  |     |
| GK              | 1  | Shay Given         |  |     |
| DF              | 5  | Pablo Zabaleta     |  | 88' |
| MF              | 7  | James Milner       |  |     |
| FW              | 10 | Edin Džeko         |  |     |
| MF              | 11 | Adam Johnson       |  | 73' |
| MF              | 24 | Patrick Vieira     |  | 90' |
| DF              | 38 | Dedryck Boyata     |  |     |
| Edző:           |    |                    |  |     |
| Roberto Mancini |    |                    |  |     |

|              |    |                      |  |     |
|              |    |                      |  |     |
| GK           | 29 | Thomas Sørensen      |  |     |
| RB           | 28 | Andy Wilkinson       |  | 76' |
| CB           | 17 | Ryan Shawcross (csk) |  |     |
| CB           | 4  | Robert Huth          |  | 40' |
| LB           | 12 | Marc Wilson          |  |     |
| RM           | 16 | Jermaine Pennant     |  |     |
| CM           | 6  | Glenn Whelan         |  | 85' |
| CM           | 24 | Rory Delap           |  | 81' |
| LM           | 26 | Matthew Etherington  |  | 62' |
| CF           | 9  | Kenwyne Jones        |  |     |
| CF           | 19 | Jonathan Walters     |  |     |
| Substitutes: |    |                      |  |     |
| GK           | 27 | Carlo Nash           |  |     |
| DF           | 5  | Danny Collins        |  |     |
| MF           | 14 | Danny Pugh           |  | 85' |
| MF           | 15 | Salif Diao           |  |     |
| MF           | 18 | Dean Whitehead       |  | 62' |
| FW           | 22 | John Carew           |  | 81' |
| DF           | 25 | Abdoulaye Faye       |  |     |
| Edző:        |    |                      |  |     |
| Tony Pulis   |    |                      |  |     |

| A mérkőzés legjobbja - Mario Balotelli (Manchester City)                                    | |
| JÁTÉKVEZETŐK - Asszisztensek: - Adam Watts - Simon Beck - Negyedik játékvezető: Lee Probert | SZABÁLYOK - 90 perc. - 30 perc hosszabbítás, ha szükséges. - Büntetőpárbaj, ha az állás a hosszabbítás után is döntetlen. - Hét nevezett cserejátékos. - Legfeljebb három cserelehetőség. |